# Blue Springs (Nebraska)
Blue Springs je grad u američkoj saveznoj državi Nebraska. Prema popisu stanovništva iz 2010. u njemu je živjelo 331 stanovnika.